# ابراهیم رحیمیان (دونده)
 ابراهیم رحیمیان (متولد ۸ تیر ۱۳۶۰ در اردبیل) ورزشکار رشته پیاده‌روی عضو تیم ملی دو و میدانی ایران می‌باشد. او در مسابقات غرب آسیا موفق به کسب نشان نقره شد.

## المپیک تابستانی ۲۰۱۲
پس از کسب سهمیه ورودی المپیک تابستانی ۲۰۱۲ در رشته بیست کیلومتر پیاده روی، راهی لندن شد اما در این بازیها، پس از طی ۱۸ کیلومتر انصراف داد.